# Tod der Maulwürfe
Tod der Maulwürfe ist der vierte Kriminalroman von Tony Hillerman. Unter dem Titel People Of Darkness erschien er 1980 in englischer Sprache, deutschsprachig erstmals 1982 im Goldmann Verlag.

## Kontext
Tod der Maulwürfe ist ein Ethno-Krimi. Ort der Handlung ist wieder der Nordosten des US-Bundesstaates Arizona und dort die dünn besiedelten Navajo Nation Reservation. Nach den ersten drei Romanen wechselt nun die zentrale Figur. Jetzt ermittelt der Polizist, „Officer Jim Chee“ (Kriegername: „Tiefer Denker“), ebenfalls ein Navajo (auch: Dinee, „Volk“) und Beamter der Navajo Tribal Police (Polizei der Navajo Nation Reservation). Er ist gerade neu zu dem Polizeiposten Crownpoint versetzt worden und lebt noch in einem Camper. Jim Chee möchte auch gern Yaatalii werden, einer, der die rituellen Gesänge beherrscht, die eingesetzt werden, wenn ein Mensch mit sich und seiner Umwelt nicht mehr im Einklang lebt und deshalb erkrankt. Andererseits ist das FBI an ihm als Mitarbeiter interessiert. Nähme er das Angebot an müsste er seinen angestammten kulturellen Kontext verlassen.
Dem Roman liegen erneut die Spannungen zu Grunde, die durch die Begegnung „weißer“ und indianischer Kultur entstehen. Die „weiße“ Kultur wird sehr kritisch gesehen. Die Weißen dringen in die indianische Welt ein, um Bodenschätze zu heben, Erdöl und Uran. Weil sie sich damit um jeden Preis bereichern wollen, werden auch Verbrechen begangen und organisiert.
Wie bei den Vorgänger-Romanen auch, nehmen die Darstellung der Landschaft des Reservats und der Kultur der Navajos breiten Raum ein.

## Personen
- Officer Jim Chee
- Gordo LAWrence Sena, Sheriff eines benachbarten Bezirks, wirtschaftlich auch am Uran-Boom beteiligt.
- B.J. Vines, Millionär
- Rosemary Vines, zweite Ehefrau von B.J. Vines
- Dillon Charley, schon vor längerer Zeit gestorben, Navajo und Oberhaupt der Peyote-Sekte
- Fünf ehemalige Arbeitskollegen von Dillon Charley, auch Mitglieder der Peyote-Sekte: Roscoe Sam, Joseph Sam, Windy Tsossie, Rudolph Becenti und Woody Begay.
- Emerson Charley, Sohn von Dillon Charley und sein Nachfolger als Oberhaupt der Peyote-Sekte. Obwohl tödlich an Krebs erkrankt, wird er Ziel eines Bombenanschlags.
- Tomas Charley, Enkel von Dillon und Sohn von Emerson
- Colton Wolf, Berufs-Killer
- Mary Landon, Lehrerin in Crownpoint

## Handlung
Jim Chee wird von Rosemary Vines privat angesprochen, weil aus ihrer Villa ein Kästchen gestohlen wurde, das etwas für ihren Mann, der gerade im Krankenhaus liegt, Wertvolles enthalten soll. Als er sich auf die Suche nach dem verschwundenen Kästchen macht, werden er selbst und Mary Landon, in die er sich verliebt hat, Ziel von Mordanschlägen. Immer deutlicher wird, dass etwas vertuscht werden soll, aber von wem und was? Das Motiv liegt zeitlich weit zurück.

## Bezug zu anderen Werken
Die Kriminalromane von Tony Hillerman bauen sich um indianische Kultur auf. Er setzt mit Tod der Maulwürfe die Serie fort, die er mit seinen ersten drei Ethno-Krimis begonnen hat. In den ersten drei Romanen ist Joe Leaphorn zentrale Figur und Ermittler, nun, im vierten, wechselt er zu Jim Chee. Die beiden unterscheiden sich in ihrer Ermittlungstaktik: Joe Leaphorn sucht Fakten, Jim Chee erkundet eher die Motivation der Beteiligten. Hat er selbst innere Harmonie erreicht, ist er ein guter Jäger und Polizist. Dann versteht er die Motivation des Täters, den er verfolgt.
Die Fortsetzung der Reihe ist der Kriminalroman Karo Drei / Der Wind des Bösen (The Dark Wind).

## Ausgaben
- People Of Darkness – Ausgaben in englischer Sprache erschienen: 1980, 1988, 1993 und 1994.[4]
- Tod der Maulwürfe[5]
  - Goldmann Verlag 1982. ISBN 978-3-442-05434-3
  - Literarisches Büro Osnabrück 1982. ISBN 978-3-923512-35-5
  - Rowohlt Verlag 1991. ISBN 978-3-499-42853-1. Nachdrucke: 1992, 1993, 1997; Neuausgaben:
    - 2001. ISBN 978-3-499-23049-3
    - 2017. ISBN 978-3-688-10127-6